# 라 푸에르사 델 아모르
《라 푸에르사 델 아모르》(스페인어: La fuerza del amor)은 1990년 방영된 멕시코의 텔레노벨라이다.